# Devan Nair
Pour les articles homonymes, voir Nair.
 (octobre 2021).
Si vous disposez d'ouvrages ou d'articles de référence ou si vous connaissez des sites web de qualité traitant du thème abordé ici, merci de compléter l'article en donnant les références utiles à sa vérifiabilité et en les liant à la section « Notes et références ».
Chengara Veetil Devan Nair, connu aussi sous le nom C. V. Devan Nair (Malayalam: ദേവന്‍ നായര്‍) (5 août 1923 - 6 décembre 2005), est le 3e président de la république de Singapour, élu par le Parlement le 23 octobre 1981 et investi le lendemain. Il démissionne le 27 mars 1985. Son épouse est décédée en 2005 peu de temps avant lui.